# Дуб Дулицького
Дуб Дулицького — ботанічна пам'ятка природи місцевого значення, що розташована у місті Сімферополь Сімферопольського району АР Крим. Була створена відповідно до Постанови Кабінету міністрів України № 643-6/11 від 21 грудня 2011 року.

## Загальні відомості
Землекористувачем пам'ятки є Сімферопольський дитячий освітньо-екологічний центр Сімферопольської міськради, площа 0,01 гектара. Розташована у Дитячому парку Сімферополя Сімферопольського району.
Пам'ятка природи створена з метою охорони та збереження в природному стані цінного дуба.